# Baie de Baffin
Pour les articles homonymes, voir Baffin.
La baie de Baffin, est un espace maritime bordier de l'océan Arctique, situé dans le nord du continent nord-américain, entre le Groenland à l'est, l'île de Baffin à l'ouest et l'île d'Ellesmere au nord. Elle est une mer épicontinentale.

## Toponymie
La baie est nommée ainsi en l'honneur de l'explorateur britannique William Baffin qui l'a découverte en 1616.
Elle était anciennement nommée « mer de Baffin » au XIXe siècle, lors des explorations du Nord canadien et du Groenland,,.

## Géographie

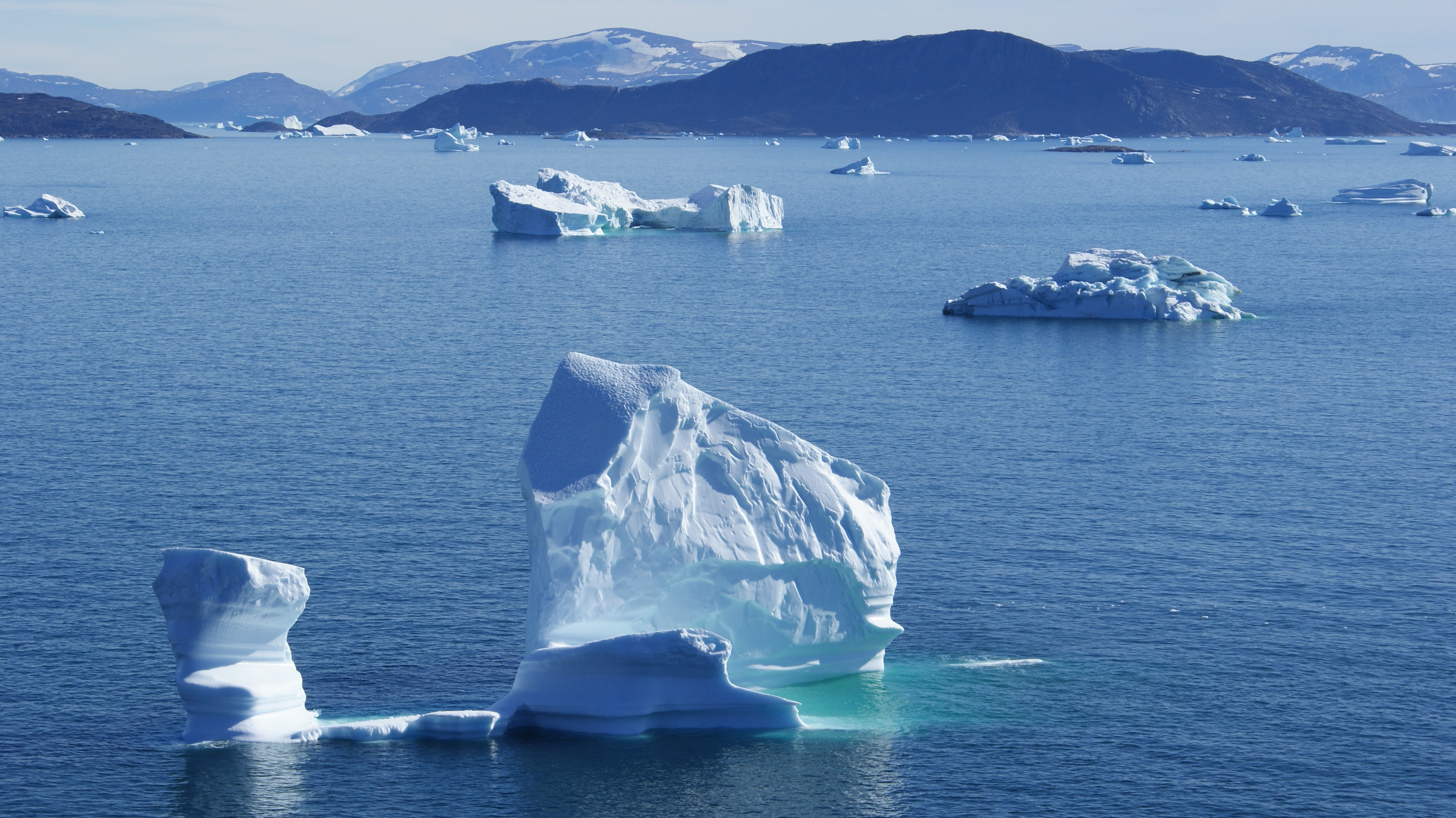
Paysage de la baie de Baffin à proximité de l'île Timilersua au Groenland.

Cette baie d'une longueur d'environ 1 590 kilomètres pour une largeur moyenne de 430 kilomètres est presque toujours couverte de glaces. Elle n'est toutefois pas une baie au sens géographique du terme et ne correspond pas non plus à la définition du droit de la mer. Elle n'est pas l'échancrure d'une côte auquel cas elle n'ouvrirait que d'un seul côté sur une mer déterminée et serait alors une baie au sens strict. En effet, elle communique avec plusieurs espaces maritimes qui sont : le détroit de Davis et le passage du Nord-Ouest à partir du détroit de Lancaster. Le détroit de Nares, la partie septentrionale de la baie de Baffin. permet de communiquer avec la mer de Lincoln, une mer bordière de l'océan Arctique.

### Limites
L'Organisation hydrographique internationale définit les limites de la baie de Baffin de la façon suivante :
- au nord : une ligne depuis le cap Sheridan (82° 25′ 33″ N, 61° 19′ 44″ O), Terre de Grant, sur l'île d'Ellesmere (Canada), au cap Bryant (Groenland) (82° 20′ 15″ N, 55° 13′ 36″ O) ;
- à l'est : la côte ouest du Groenland ;
- au sud : le parallèle de 70°00' de latitude Nord entre le Groenland et l'île de Baffin ;
- à l'ouest : la côte est de l'île d'Ellesmere entre le cap Sheridan et le cap Norton Shaw  (76° 27′ 23″ N, 78° 28′ 04″ O) de là à travers la mer jusqu'à la pointe Phillips (76° 05′ 42″ N, 78° 48′ 07″ O), sur l'île Coburg, à travers cette île jusqu'à la péninsule Marina (75° 50′ 23″ N, 78° 54′ 33″ O), puis jusqu’au cap Fitz Roy (75° 32′ 20″ N, 79° 56′ 44″ O), sur l’île Devon, ensuite le long de la côte est jusqu’au cap Sherard (74° 35′ 58″ N, 80° 13′ 20″ O) et à travers mer jusqu’au cap Liverpool, sur l'île Bylot, (73° 39′ 55″ N, 78° 06′ 02″ O) le long de la côte est de cette île jusqu’au cap Graham Moore, (72° 52′ 02″ N, 76° 03′ 49″ O) sa pointe sud-est, et de là à travers la mer jusqu'au cap Macculloch (72° 29′ 27″ N, 75° 09′ 02″ O) et le long de la côte est de l'île de Baffin jusqu'au 70e parallèle de latitude nord.

D’ici le milieu du XXIe siècle, la baie de Baffin devrait connaitre de grandes périodes où il n’y aura pas de glace pendant l'été en raison du changement climatique.

## Histoire

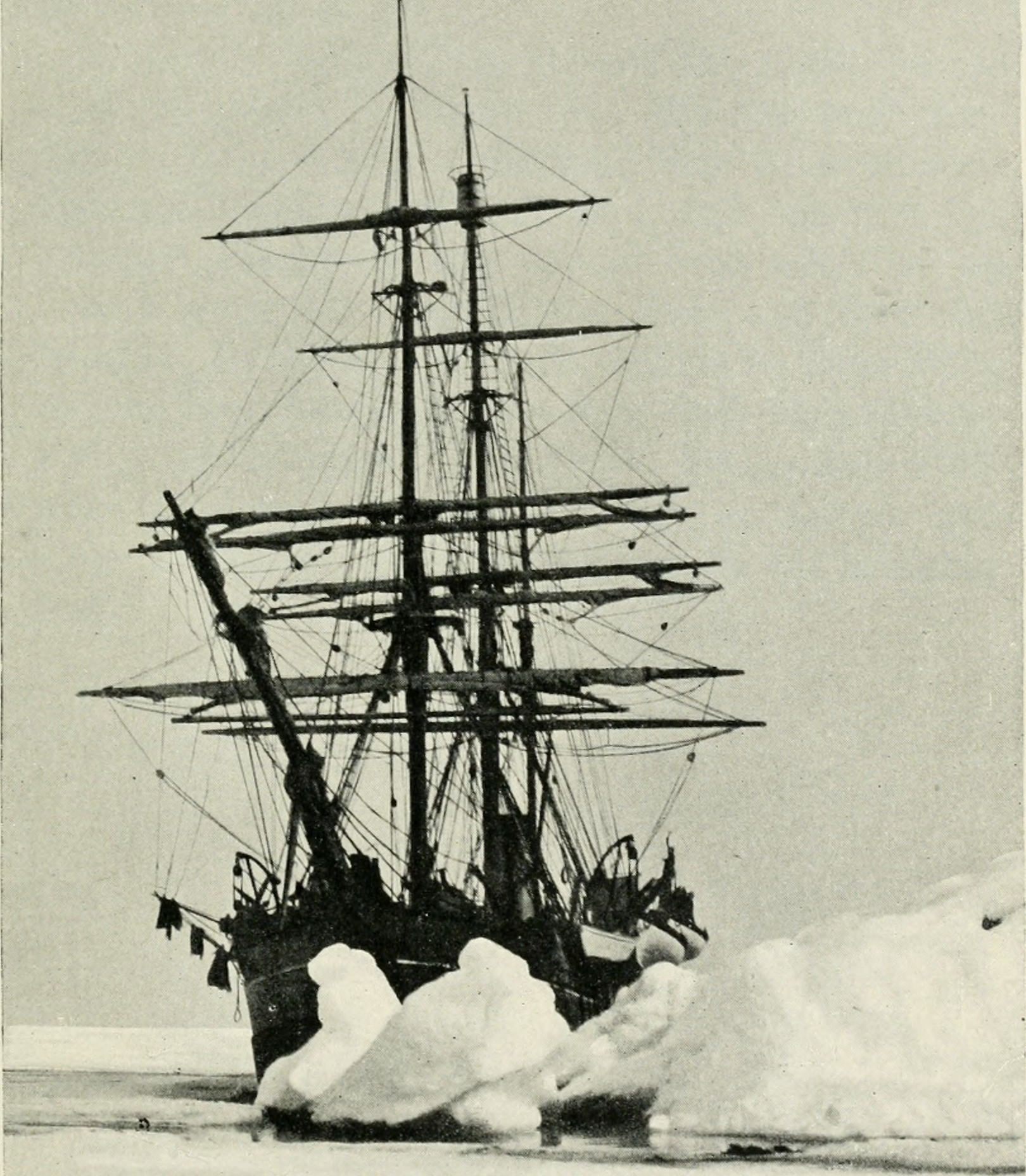
Le baleinier Aurora dans les glaces de la baie de Baffin en 1911.
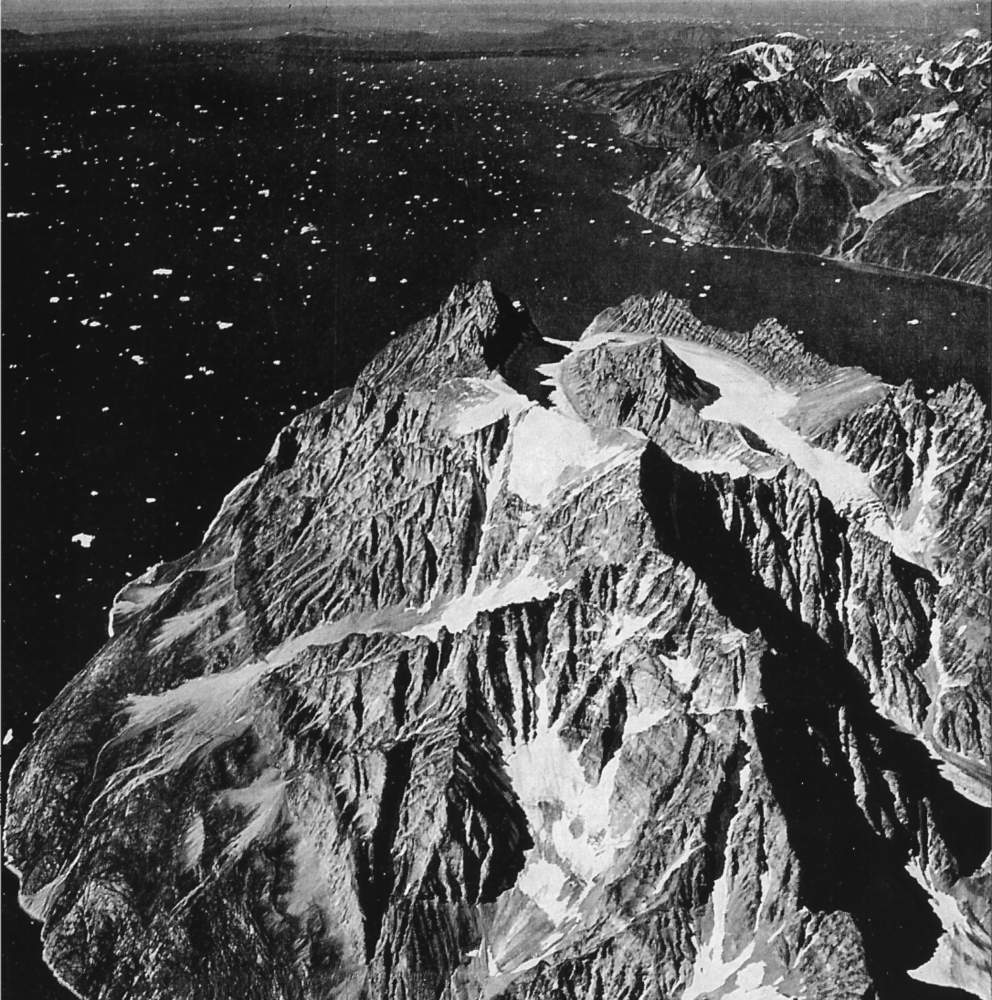
Sommet de l'Agpartut, dans la péninsule Wegener au Groenland, en bordure de la baie de Baffin.